# Агломерация Пуэрто-Вальярты

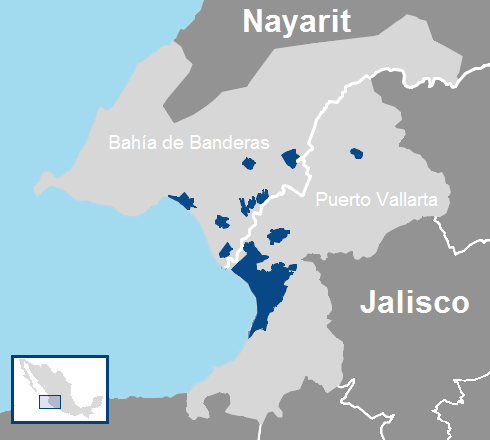
Карта агломерации

Агломерация Пуэрто-Вальярта — городской регион в Мексике, образовавшийся в результате слияния муниципалитета Баия-де-Бандерас в Наярите с муниципалитетом Пуэрто-Вальярта в Халиско, эти два муниципалитета образуют общую непрерывную агломерацию.

## Разграничение
Агломерация Пуэрто-Вальярта, согласно данным INEGI за 2005 год, расположена между штатами Наярит и Халиско в Мексике, на побережье Тихого океана. Агломерация официально состоит из двух муниципалитетов: Баия-де-Бандерас в Наярите и Пуэрто-Вальярта в Халиско, оба муниципалитета считаются центральными, то есть находятся в одном и том же районе и являются частью центрального города. Следует отметить, что агломерация не образует единого административного образования.

## Население и территориальная протяжённость
По данным INEGI, в 2005 году в агломерации Пуэрто-Вальярта проживало около 304 107 человек, что делало её 36-м по численности населения мегаполисом Мексики и вторым по численности населения в штатах Наярит, уступающим только агломерации Тепик. Кроме того, эта агломерация является крупнейшим прибрежным мегаполисом как в Наярите, так и в Халиско. Общая площадь агломерации составляет 1448 км², плотность населения — 210 человек на км². Согласно информации INEGI, в 2005 году самым густонаселённым муниципалитетом в этом районе является Пуэрто-Вальярта с населением более 220 тысяч человек, что составляет около 73 процентов от общей численности населения агломерации.